# Desikace

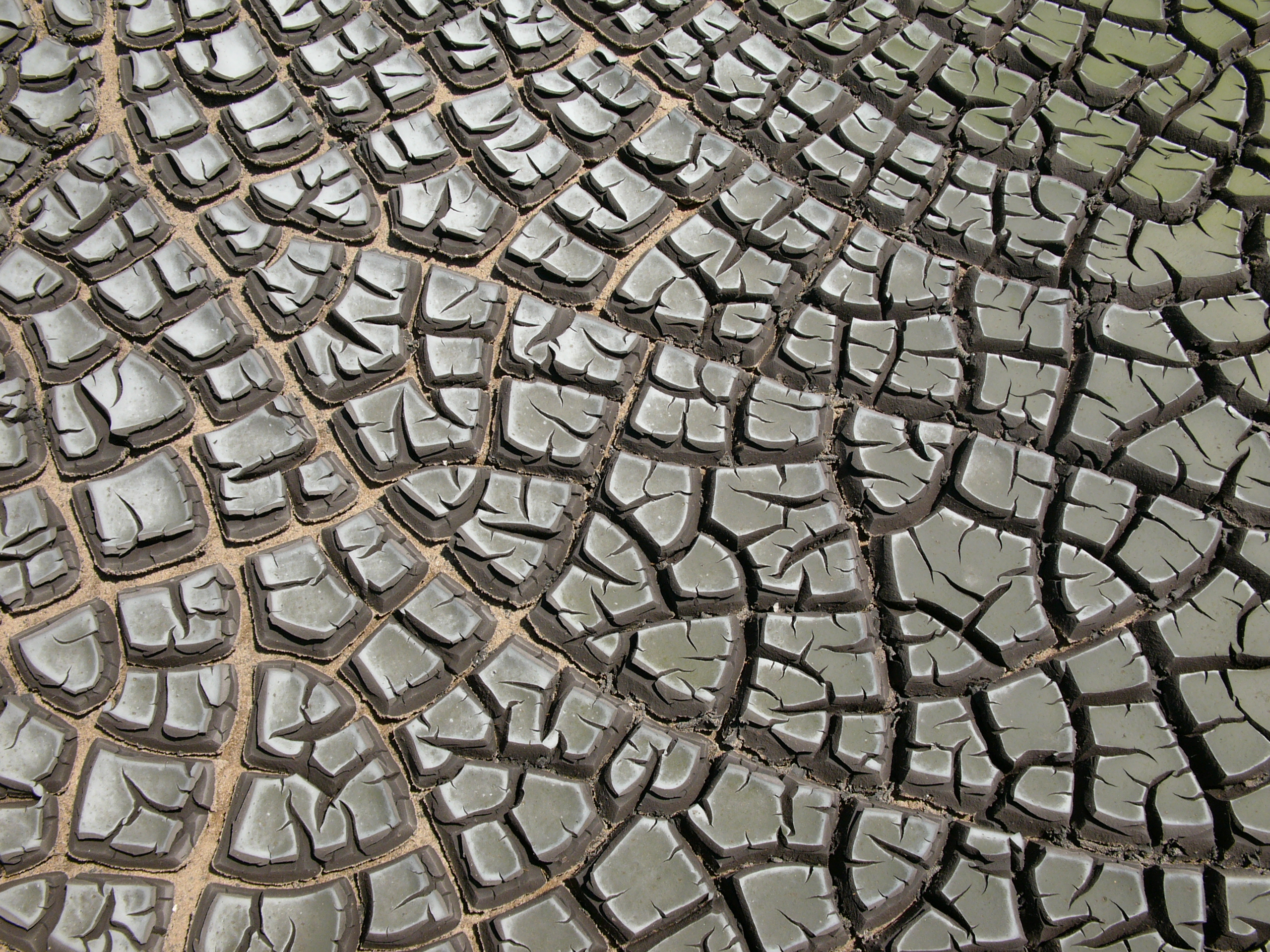
Desikační praskliny v kalu

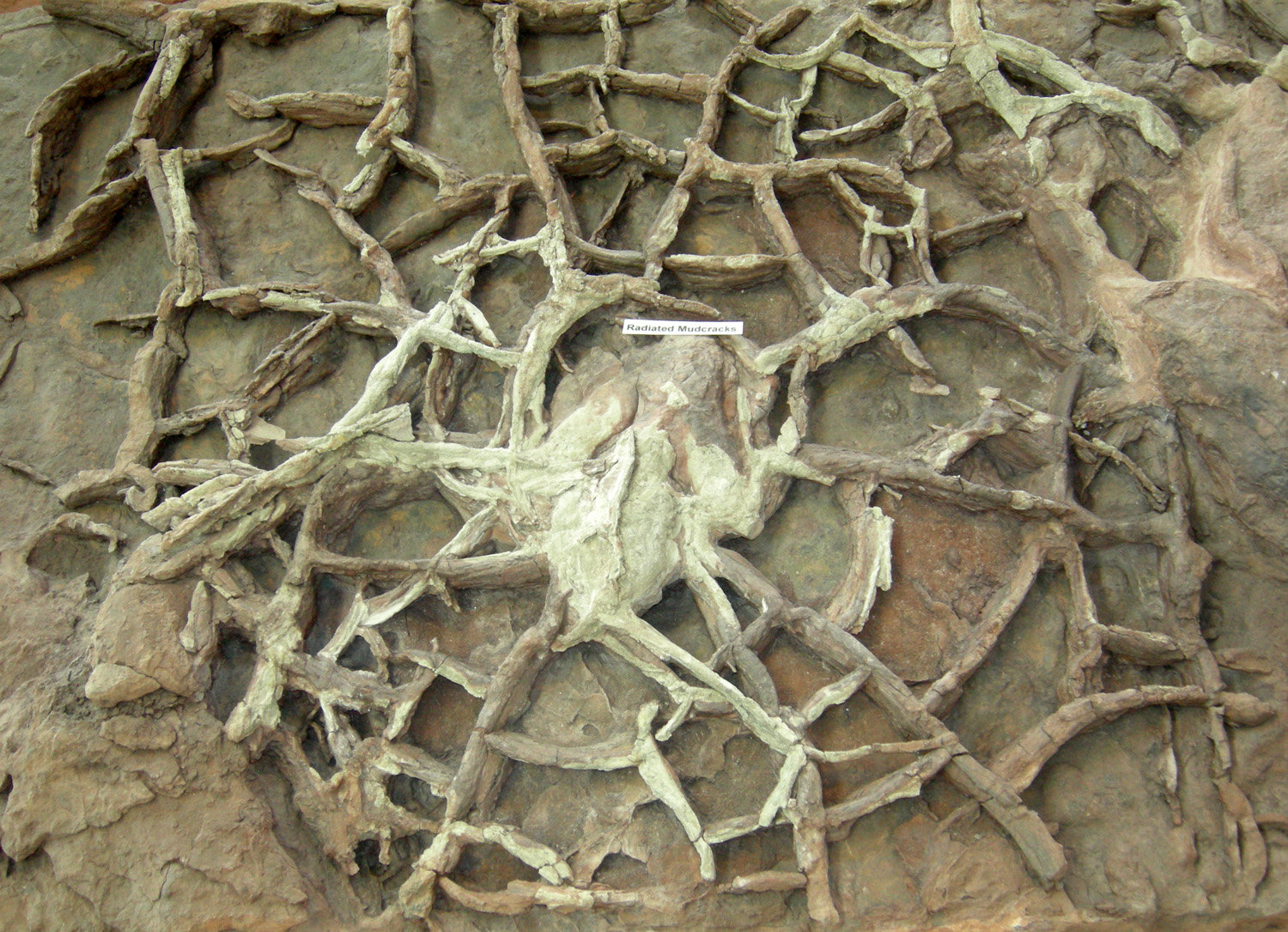
Dostředivé desikační praskliny - Lower Jurassic Moenave Formation, St. George Dinosaur Discovery Site, Johnson Farm, jihozápadní Utah. Všimněte si stopy dinosaura uprostřed.

Desikace je stav extrémní suchosti nebo proces extrémního vysušení. Desikant je hygroskopická látka, která vyvolává takový stav, nebo k němu napomáhá, ve své blízkosti uvnitř dostatečně utěsněné nádoby.

## Věda

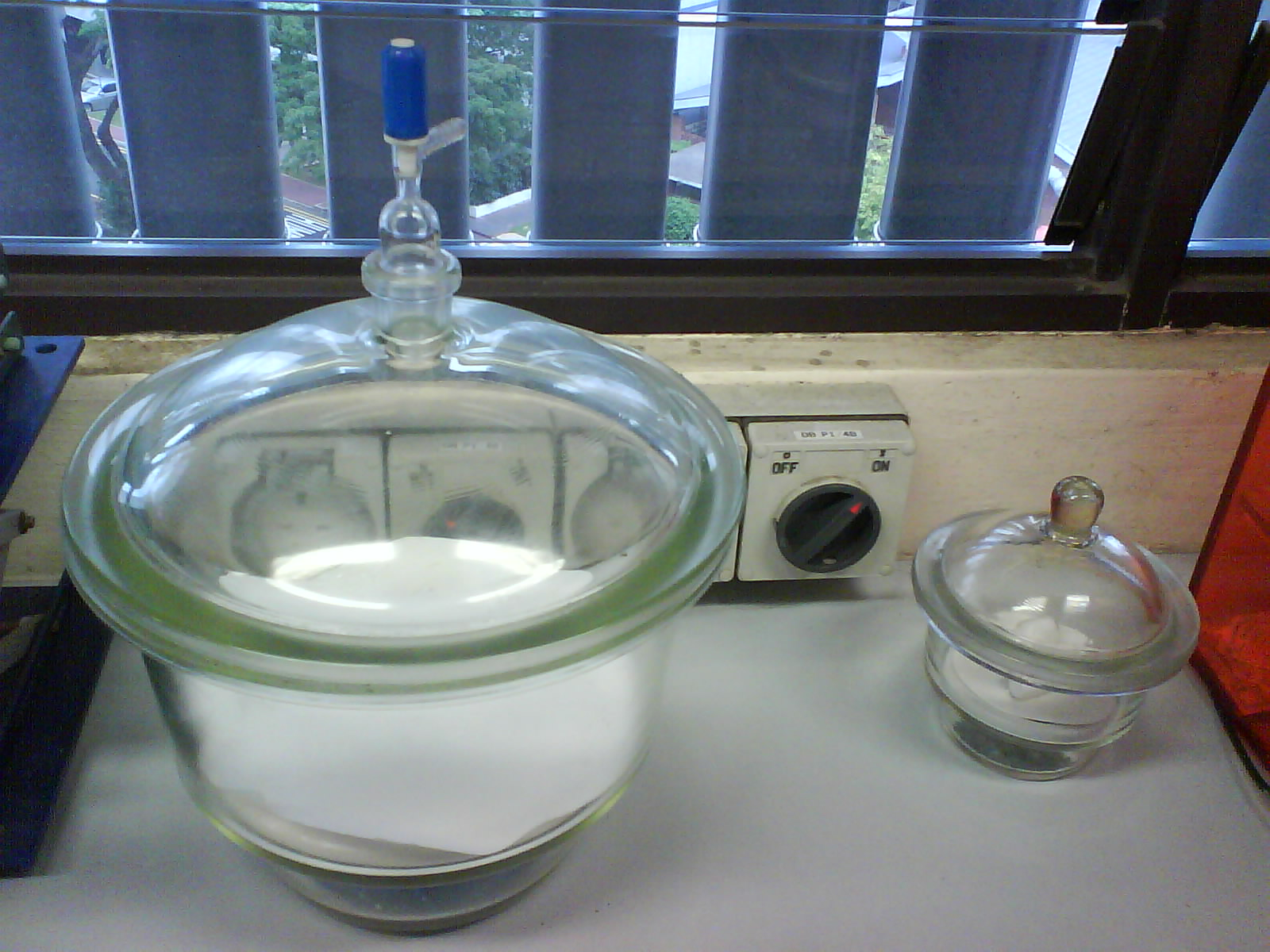
Vakuový desikátor (vlevo), desikátor (vpravo). Silikagel s chloridem kobaltnatým jakožto indikátorem umístěný na dně funguje jako desikant.

### Desikátor
V oblasti vědy je desikátor těžká skleněná nebo plastová nádoba používaná v praktické chemii pro vysušování nebo udržování ve velmi suchém stavu malých množství materiálů. Materiál se položí na desku uvnitř, vysušovací činidlo čili desikant, např. silikagel nebo hydroxid sodný, se umístí pod tuto desku.
Často se do desikátoru přidávají různé indikátory vlhkosti, které ukazují změnou barvy vlhkost uvnitř desikátoru. Tyto indikátory mají podobu tyčinek nebo karet. Aktivní chemikálií bývá chlorid kobaltnatý (CoCl2). Bezvodý chlorid kobaltnatý je modrý. Naváže-li na sebe dvě molekuly vody (CoCl2·2H2O), zfialoví. Další hydratace mění látku na růžový komplex [Co(H2O)6]2+.

## Biologie a ekologie
V biologii a ekologii se jako desikace označuje vysušení živého organismu, například když je vodní živočich odebrán z vody nebo rostlina vysychá na slunci nebo v suchém prostředí. Ekologové často studují a vyhodnocují náchylnost různých organismů na desikaci.

## Zemědělství
V zemědělské výrobě se jako desikace (dosušování) označuje chemické ošetření rostliny. Desikační látky (desikanty neboli sikativa) obecně způsobují předčasné usychání listů nebo jejich nadzemních částí. Desikace se užívá k urychlení dozrávání některých plodin, ke zvýšení sušiny píce nebo k zabránění šíření infekčních listových chorob. Po provedení desikace se snadněji provádí kombajnová sklizeň. Desikace se užívá například u semenných jetelovin před sklizní, u některých luskovin, kukuřice, řepky a slunečnice. U sadbových brambor se desikací zničí nadzemní část rostliny, což zajistí kvalitnější stav bramborových hlíz v zemi.
Desikace též je ničení škodlivých a nežádoucích rostlin nebo jejich částí, zpravidla rostlin plevelných, například v okolí budov a objektů nebo chodníků a parkovišť. Tím se chrání objekty a budovy před plevely ničící fasády a střechy či bránící v průchodu do budov a udržují se cesty, chodníky, parkoviště nebo železniční koleje. Totální postřiky působí na všechny druhy rostlin, totální aplikace se provádí v prostorech, kde se likviduje veškerá vegetace např. na skládkách, rumištích, železničních tratích, vozovkách nebo chodnících. Selektivní postřiky se provádí pouze na určité druhy rostlin např. na zatravněných plochách, zahradách, v městských parcích, kde je třeba některé druhy rostlin zachovat použitím selektivního přípravku nebo cílenou aplikací na určité rostliny (bolševník velkolepý).
Desikace je spojena s neblahým vlivem na necílové organismy a je možným zdrojem otravy včel.

## Radiotechnika
V radiotechnice lze desikátor používat při natlakovávání přenosových vedení u výkonových vysílačů. Protože se mezi výstupním zesilovačem a anténou přenášejí velmi vysoké výkony, vedení musí být dobrým dielektrikem. Musí být ale také co nejlehčí, aby nebyla příliš zatěžována vysílací věž – proto se jako dielektrikum často používá vzduch. Protože může uvnitř kondenzovat vlhkost, plní se vedení desikovaným vzduchem nebo dusíkem. Přetlak brání vlhkosti proniknout do vedení po celé délce.